# 제네릭 프로그래밍
제네릭 프로그래밍(영어: generic programming)은 데이터 형식에 의존하지 않고, 하나의 값이 여러 다른 데이터 타입들을 가질 수 있는 기술에 중점을 두어 재사용성을 높일 수 있는 프로그래밍 방식이다.
제네릭 프로그래밍은 여러 가지 유용한 소프트웨어 컴포넌트들을 체계적으로 융합하는 방법을 연구하는 것으로 그 목적은 알고리즘, 데이터 구조, 메모리 할당 메커니즘, 그리고 기타 여러 소프트웨어적인 장치들을 발전시켜 이들의 재사용성, 모듈화, 사용 편의성을 보다 높은 수준으로 끌어올리고자 하는 것이다.

## 같이 보기
- 다형성(polymorphism)
- 덕 타이핑(duck typing)
- 부분평가